# Canthon antoniomartinezi
Canthon antoniomartinezi är en skalbaggsart som beskrevs av Rivera-cervantes och Halffter 1999. Canthon antoniomartinezi ingår i släktet Canthon och familjen bladhorningar. Inga underarter finns listade.